# Schloss Cotterd

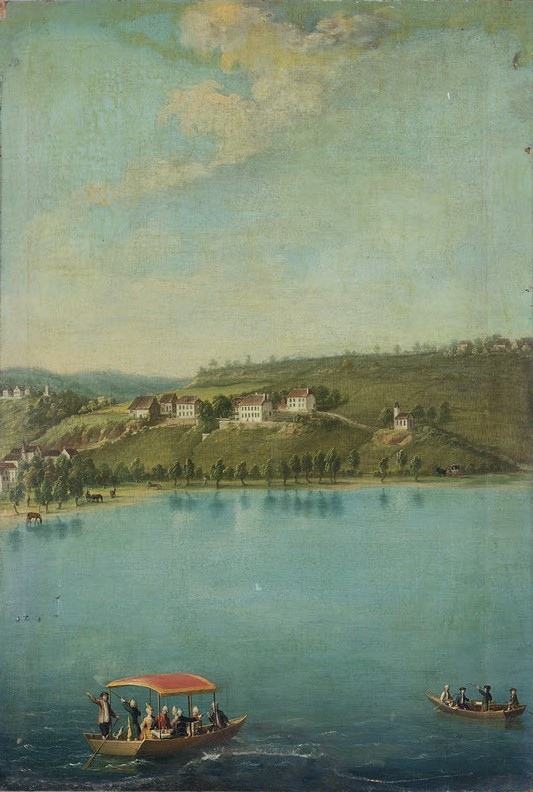
Schloss Cotterd (um 1770)

Das Schloss Cotterd, Gemeinde Vully-les-Lacs, ist ein Rebgut am Murtensee.

## Geschichte
Frühester bekannter Besitzer des in der Herrschaft Bellerive (Seigneurie de Bellerive) gelegenen Rebguts Cotterd war der Steinhauer Johannes Willading (1569–1610), Landvogt zu Avenches, verheiratet mit Margaretha von Mülinen, Tochter des Beat Ludwig von Mülinen. Die beiden vererbten den Besitz ihrer Tochter Anna Willading, die ihn ihrem Gatten Vincenz Stürler (1592–1670), Landvogt zu Moudon, Mitglied des Kleinen Rats und Venner zu Gerwern, Herr zu Chardonne, mit in die Ehe brachte. Deren Sohn Vincenz Stürler (1617–1678), Landvogt zu Morges, Mitglied des Kleinen Rats und Welschseckelmeister, verheiratet mit Maria Güder, vererbte Cotterd seinem ältesten Sohn Abraham. Abraham Stürler (1646–1699), Landvogt zu Lausanne und Mitglied des Kleinen Rats, wiederum, vererbte das Rebgut seinem Sohn Franz Ludwig Stürler (1679–1768), Offizier in französischen und holländischen Diensten, Mitglied des bernischen Grossen Rats, Landvogt zu Interlaken, Mitglied des Kleinen Rats und Kirchmeier.
Franz Ludwig Stürler liess das Haus 1728 neu errichten, möglicherweise durch den Kavaliersarchitekten Daniel Stürler (1674–1746), den Bruder seiner Gattin Ursula Stürler. Franz Ludwig und Ursula Stürler waren kinderlos und vererbten ihr gesamtes Vermögen an Vincenz Stürler (1687–1746), Pfarrer in Seeberg und Vinelz, verheiratet mit Rosina Mangold aus Basel. Deren jüngster Sohn Johann Ludwig Stürler (1722–1788), Mitglied des Grossen Rats, Hauptmann in Holland und Landvogt zu Fraubrunnen, verkaufte Cotterd 1785 an den Banquier François-Daniel Marcuard (1748–1792).